# Waterford (Maine)
Waterford és una població dels Estats Units a l'estat de Maine (EUA). Segons el cens del 2000 tenia 1.455 habitants.

## Demografia
Segons el cens del 2000, Waterford tenia 1.455 habitants, 590 habitatges, i 437 famílies. La densitat de població era d'11,1 habitants/km².
Dels 590 habitatges en un 29,2% hi vivien nens de menys de 18 anys, en un 60,5% hi vivien parelles casades, en un 9,3% dones solteres, i en un 25,9% no eren unitats familiars. En el 21% dels habitatges hi vivien persones soles el 7,6% de les quals corresponia a persones de 65 anys o més que vivien soles. El nombre mitjà de persones vivint en cada habitatge era de 2,46 i el nombre mitjà de persones que vivien en cada família era de 2,8.
Per edats la població es repartia de la següent manera: un 23,5% tenia menys de 18 anys, un 6,6% entre 18 i 24, un 28% entre 25 i 44, un 27,6% de 45 a 60 i un 14,2% 65 anys o més.
L'edat mediana era de 40 anys. Per cada 100 dones de 18 o més anys hi havia 97,3 homes.
La renda mediana per habitatge era de 31.458 $ i la renda mediana per família de 35.000 $. Els homes tenien una renda mediana de 25.560 $ mentre que les dones 22.188 $. La renda per capita de la població era de 16.416 $. Entorn del 9,5% de les famílies i el 13,4% de la població estaven per davall del llindar de pobresa.